# Geruzija
Geruzija (starogrško γερουσία) je bilo vladno in sodno telo (svet) starešin v Antični Šparti, ki naj bi ga po izročilu ustanovil zakonodajalec Likurg z Veliko retro ali ustavo Šparte. Geruzija je bila prestižno telo, ki je imelo obsežna sodna in zakonodajna pooblastila, kar je oblikovalo politiko Šparte.

## Delovanje
Geruzijo, v literaturi včasih imenovano špartanski senat, sta sestavljala dva špartanska kralja in 28 moških, starejših od šestdeset let, znanih kot geronti. Osemindvajset starešin je bilo izvoljenih. Kandidati so bili lahko le spartiati, stari nad 60 let. Geronte je volila apela (ljudska skupščina) tako, da so ob sprevodu kandidatov za najpriljubljenejšega kandidata kričali najglasneje. Mandat geronta je trajal do njegove smrti.

## Vrhovno sodišče
Geruzija je služila kot sodišče, pristojno za primere smrti. Kralja je bilo mogoče celo preganjati pred posebnim sodiščem 34 članov, sestavljenim iz Geruzije in petih eforjev (toženi kralj ni mogel sodelovati na sojenju Geruzije). Znan primer je bilo sojenje kralju Pavzaniju leta 403; obtožen izdaje, ker je obnovil demokracijo v Atenah, je bil kljub temu oproščen z odločitvijo 19-15, v kateri je drugi kralj Agis II. glasoval proti njemu. Zahvaljujoč tej sodni moči so geronti lahko pomembno vplivali na zunanjo politiko, čeprav na tem področju niso imeli nobene ustavne moči, ker je strah pred sodnim pregonom pred geruzijo prisilil špartanske uradnike, da so sledili mnenju gerontov. Leta 371 so tako kralju Kleombrotu njegovi prijatelji svetovali, naj odločno vodi vojno proti Tebam, da bi se izognil kasnejšemu sojenju.

### Probouleusis
Geruzija je razpravljala o predlogih, ki naj bi bili predloženi skupščini državljanov, s pooblastilom, da preprečijo, da bi kateri koli predlog bil posredovan naprej. Velika retra nakazuje, da je imela moč razveljaviti odločitve, ki jih je sprejela špartanska skupščina.

## Zapuščina
Geruzija se je do nedavnega v Lakoniji ohranila v osrednjem Maniju pod imenom Gerontikoi.
V parlamentu sodobne Grčije je bilo ime zgornjega doma Geruzija med 1844–1864 in 1927–1935.